# Oscar Robertson Trophy
L'Oscar Robertson Trophy è un premio conferito ogni anno dalla United States Basketball Writers Association per il campionato di pallacanestro NCAA Division I. Istituito nel 1959 come USBWA College Player of the Year, nel 1998 venne intitolato a Oscar Robertson.

## Vincitori
- 1959 - Oscar Robertson,  Cincinnati Bearcats
- 1960 - Oscar Robertson,  Cincinnati Bearcats
- 1961 - Jerry Lucas,  Ohio State Buckeyes
- 1962 - Jerry Lucas,  Ohio State Buckeyes
- 1963 - Art Heyman,  Duke Blue Devils
- 1964 - Walt Hazzard,  UCLA Bruins
- 1965 - Bill Bradley,  Princeton Tigers
- 1966 - Cazzie Russell,  Michigan Wolverines
- 1967 - Lew Alcindor,  UCLA Bruins
- 1968 - Lew Alcindor,  UCLA Bruins
- 1969 - Pete Maravich,  LSU Tigers
- 1970 - Pete Maravich,  LSU Tigers
- 1971 - Sidney Wicks,  UCLA Bruins
- 1972 - Bill Walton,  UCLA Bruins
- 1973 - Bill Walton,  UCLA Bruins
- 1974 - Bill Walton,  UCLA Bruins
- 1975 - David Thompson,  NCSU Wolfpack
- 1976 - Adrian Dantley,  Notre Dame F. Irish
- 1977 - Marques Johnson,  UCLA Bruins
- 1978 - Phil Ford,  N. Carol. Tar Heels
- 1979 - Larry Bird,  Ind. St. Sycamores
- 1980 - Mark Aguirre,  DePaul B. Demons
- 1981 - Ralph Sampson,  Virginia Cavaliers
- 1982 - Ralph Sampson,  Virginia Cavaliers
- 1983 - Ralph Sampson,  Virginia Cavaliers

- 1984 - Michael Jordan,  N. Carol. Tar Heels
- 1985 - Chris Mullin,  St. John's R. Storm
- 1986 - Walter Berry,  St. John's R. Storm
- 1987 - David Robinson,  Navy Midshipmen
- 1988 - Hersey Hawkins,  Bradley Braves
- 1989 - Danny Ferry,  Duke Blue Devils
- 1990 - Lionel Simmons,  La Salle Explorers
- 1991 - Larry Johnson,  UNLV R. Rebels
- 1992 - Christian Laettner,  Duke Blue Devils
- 1993 - Calbert Cheaney,  Indiana Hoosiers
- 1994 - Glenn Robinson,  Purdue Boilermakers
- 1995 - Ed O'Bannon,  UCLA Bruins
- 1996 - Marcus Camby,  UMass Minutemen
- 1997 - Tim Duncan,  W.F. Dem. Deacons
- 1998 - Antawn Jamison,  N. Carol. Tar Heels
- 1999 - Elton Brand,  Duke Blue Devils
- 2000 - Kenyon Martin,  Cincinnati Bearcats
- 2001 - Shane Battier,  Duke Blue Devils
- 2002 - Jay Williams,  Duke Blue Devils
- 2003 - David West,  Xavier Musketeers
- 2004 - Jameer Nelson,  St. Joseph's Hawks
- 2005 -  Andrew Bogut,  Utah Utes
- 2006 - J.J. Redick,  Duke Blue Devils
Adam Morrison,  Gonzaga Bulldogs
- 2007 - Kevin Durant,  Texas Longhorns

- 2008 - Tyler Hansbrough,  N. Carol. Tar Heels
- 2009 - Blake Griffin,  Oklahoma Sooners
- 2010 - Evan Turner,  Ohio State Buckeyes
- 2011 - Jimmer Fredette,  BYU Cougars
- 2012 - Anthony Davis,  Kentucky Wildcats
- 2013 - Trey Burke,  Michigan Wolverines
- 2014 - Doug McDermott,  Creighton Bluejays
- 2015 - Frank Kaminsky  Wisconsin Badgers
- 2016 -  Buddy Hield,  Oklahoma Sooners
- 2017 - Frank Mason,  Kansas Jayhawks
- 2018 - Jalen Brunson,  Villanova Wildcats
- 2019 - Zion Williamson,  Duke Blue Devils
- 2020 - Obi Toppin,  Dayton Flyers
- 2021 - Luka Garza,  Iowa Hawkeyes
- 2022 -  Oscar Tshiebwe,  Kentucky Wildcats
- 2023 -  Zach Edey,  Purdue Boilermakers
- 2024 -  Zach Edey,  Purdue Boilermakers
- 2025 - Cooper Flagg,  Duke Blue Devils